# Ensayo clínico independiente
Los ensayos clínicos pueden ser promovidos y financiados por una variedad de patrocinadores, tales como empresas farmacéuticas, gobiernos, organizaciones benéficas de investigación, fundaciones, organizaciones de médicos y asociaciones de voluntariado.
Los ensayos clínicos se definen como independientes cuando son promovidos por organizaciones científicas —académicas o sin ánimo de lucro— y financiadas con dinero público o de beneficencia, centros de investigación o asociaciones de voluntariado.
Las compañías farmacéuticas, en estrecha colaboración con investigadores universitarios y médicos, financian la mayoría de los estudios clínicos sobre medicamentos y dispositivos. Estos estudios están orientados a la asistencia sanitaria y tienen como objetivo probar los beneficios de un tratamiento particular.
Sin embargo, existe un gran número de preguntas de investigación clínica que son de poco o ningún interés para los patrocinadores comerciales, pero que deberían ser abordadas, dada su importancia para la salud pública y para mejorar las posibilidades de diagnóstico y terapia de grupos de pacientes más o menos numerosos. Es decir, responden a la pregunta: ¿cuál es la mejor opción de tratamiento para esta enfermedad, este paciente o grupo de pacientes? Además, estas preguntas se refieren no sólo a los fármacos y dispositivos, sino también a las nuevas intervenciones biomédicas, cirugía, fisioterapia, psicología, rehabilitación, formación, etc. Son preguntas de importancia crucial para los pacientes, los cuidadores, los sistemas de salud y las aseguradoras sanitarias.
Los ensayos clínicos independientes tienen una importancia clave para mejorar la eficacia, la seguridad y la relación coste / beneficio de la asistencia sanitaria. Por ejemplo, los ensayos clínicos estudian los riesgos a largo plazo y las reacciones adversas raras de los tratamientos, comparan las opciones de tratamiento disponibles para determinadas condiciones de salud, evalúan las mejoras esperadas en la calidad de vida o el seguimiento de procedimientos y estrategias de rehabilitación. Invertir en investigación clínica independiente beneficia a la sociedad en términos de reducción del impacto de las enfermedades, la mejora de las estrategias de atención sanitaria y en la contención de costes de los sistemas sanitarios.
En España, por ejemplo, la investigación clínica independiente está financiada por convocatorias públicas promovidas por instituciones como el Instituto de Salud Carlos III (ISCIII) o la Fundación Española para la Ciencia y la Tecnología (FECYT).